# Ray Anthony Plays for Dancers in Love
Ray Anthony Plays for Dancers in Love è un album di Ray Anthony, pubblicato dalla Capitol Records nel gennaio del 1957.

## Tracce
Lato A
1. Day by Day – 2:30 (Axel Stordahl, Paul Weston, Sammy Cahn) – Registrato il 30 settembre 1956 al Capitol Tower Studio di Hollywood, California
2. You Do Something to Me – 1:59 (Cole Porter) – Registrato il 18 ottobre 1956 al Capitol Tower Studio di Hollywood, California
3. I Hadn't Anyone Till You – 2:20 (Ray Noble) – Registrato il 30 settembre 1956 al Capitol Tower Studio di Hollywood, California
4. Easy to Love – 2:09 (Cole Porter) – Registrato il 16 ottobre 1956 al Capitol Tower Studios di Hollywood, California
5. Where Am I? – 2:08 (Harry Warren, Al Dubin) – Registrato il 24 ottobre 1956 al Capitol Tower Studios di Hollywood, California
6. I've Got You Under My Skin – 2:45 (Cole Porter) – Registrato il 16 ottobre 1956 al Capitol Tower Studios di Hollywood, California

Durata totale: 13:51
Lato B
1. Through! (How Can You Say We're Through?) – 2:42 (James V. Monaco, Joseph McCarthy) – Registrato il 18 ottobre 1956 al Capitol Tower Studio di Hollywood, California
2. Falling in Love with Love – 2:06 (Richard Rodgers, Lorenz Hart) – Registrato il 18 ottobre 1956 al Capitol Tower Studio di Hollywood, California
3. I'll Close My Eyes – 2:22 (Billy Reid, Buddy Kaye) – Registrato il 16 ottobre 1956 al Capitol Tower Studios di Hollywood, California
4. Blue Champagne – 3:22 (Grady Watts, Frank Ryerson) – Registrato il 24 ottobre 1956 al Capitol Tower Studios di Hollywood, California
5. Where or When – 2:02 (Richard Rodgers, Lorenz Hart) – Registrato il 24 ottobre 1956 al Capitol Tower Studios di Hollywood, California
6. Dancers in Love – 2:28 (Ray Anthony, Don Simpson) – Registrato il 24 ottobre 1956 al Capitol Tower Studios di Hollywood, California

Durata totale: 15:02

## Musicisti
Day by Day / I Hadn't Anyone Till You
- Ray Anthony - tromba
- Art De Pew - tromba
- Jack Holman - tromba
- Ray Triscari - tromba
- Jimmy Henderson - trombone
- Lew McCreary - trombone
- Jimmy Priddy - trombone
- Med Flory - sassofono alto
- Gene Merlino - sassofono alto
- Bob Enevoldsen - sassofono tenore
- Jeff Massingill - sassofono tenore
- Leo Anthony - sassofono baritono
- Sezione strumenti ad arco
- Geoff Clarkson - pianoforte
- Tony Rizzi - chitarra
- Don Simpson - contrabbasso
- Bill Richmond - batteria
- Gordon Jenkins - arrangiamenti

You Do Something to Me / Through! (How Can You Say We're Through?) / Falling in Love with Love
- Ray Anthony - tromba
- Jules Chaikin - tromba
- Art De Pew - tromba
- Jack Holman - tromba
- Jimmy Henderson - trombone
- Lew McCreary - trombone
- Jimmy Priddy - trombone
- Med Flory - sassofono alto
- Gene Merlino - sassofono alto
- Bob Enevoldsen - sassofono tenore
- Jeff Massingill - sassofono tenore
- Leo Anthony - sassofono baritono
- Victor Arno - violino
- Arnold Belnick - violino
- Harry Bluestone - violino
- Morris Brenner - violino
- Emil Briano - violino
- John De Voogt - violino
- Joseph Livati - violino
- Erno Neufeld - violino
- Lou Raderman - violino
- Darrell Terwilliger - violino
- Walter Wiemeyer - violino
- Stanley Harris - viola
- Paul Robyn - viola
- Geoff Clarkson - pianoforte
- Mike Abruze - chitarra
- Don Simpson - contrabbasso
- Bill Richmond - batteria
- Sconosciuto - arrangiamenti

Easy to Love / I've Got You Under My Skin / I'll Close My Eyes
- Ray Anthony - tromba
- Jules Chaikin - tromba
- Art De Pew - tromba
- Jack Holman - tromba
- Jimmy Henderson - trombone
- Lew McCreary - trombone
- Jimmy Priddy - trombone
- Med Flory - sassofono alto
- Gene Merlino - sassofono alto
- Bob Enevoldsen - sassofono tenore
- Jeff Massingill - sassofono tenore
- Leo Anthony - sassofono baritono
- Victor Arno - violino
- Arnold Belnick - violino
- Harry Bluestone - violino
- Emil Brown - violino
- Emil Briano - violino
- John De Voogt - violino
- Joseph Livati - violino
- Paul Nero - violino
- Erna Neufeld - violino
- Darrell Terwilliger - violino
- Gerald Vinci - violino
- Walter Wiemeyer - violino
- Stanley Harris - viola
- Paul Robyn - viola
- Geoff Clarkson - pianoforte
- Mike Abruze - chitarra
- Don Simpson - contrabbasso
- Bill Richmond - batteria
- Sconosciuto - arrangiamenti

Where Am I? / Blue Champagne / Where or When / Dancers in Love
- Ray Anthony - tromba
- Jules Chaikin - tromba
- Art De Pew - tromba
- Jack Holman - tromba
- Jimmy Henderson - trombone
- Lew McCreary - trombone
- Jimmy Priddy - trombone
- Med Flory - sassofono alto
- Gene Merlino - sassofono alto
- Bob Enevoldsen - sassofono tenore
- Jeff Massingill - sassofono tenore
- Leo Anthony - sassofono baritono
- Victor Arno - violino
- Arnold Belnick - violino
- Harry Bluestone - violino
- Emil Briano - violino
- John De Voogt - violino
- Joseph Livati - violino
- Alex Neiman - violino
- Erno Neufeld - violino
- Joseph Quadri - violino
- Lou Raderman - violino
- Darrell Terwilliger - violino
- Walter Wiemeyer - violino
- Stanley Harris - viola
- Paul Robyn - viola
- Geoff Clarkson - pianoforte
- Mike Abruze - chitarra
- Don Simpson - contrabbasso
- Bill Richmaond - batteria
- Don Simpson - arrangiamenti (brano: Dancers in Love)